# Румынский конституционный референдум (2018)
6 и 7 октября 2018 года в Румынии состоялся референдум по вопросу определения семьи в Конституции Румынии. В ходе референдума избирателям был задан вопрос о том, одобряют ли они изменение определения семьи, предусмотренного статьей 48 Конституции, с целью запрещения однополых браков.
Предложение по принятию поправок к Конституции страны в конце 2015 года внесла в румынский парламент инициативная группа «Коалиция за семью» (рум. Coaliția pentru Familie). Конституция Румынии определяет брак (семью) как добровольный союз «супругов», однако сторонники инициативы стремились внести поправки в гендерно-нейтральную формулировку, введя явную ссылку на определение брака как союза между мужчиной и женщиной. В случае принятия этой меры, однополые браки становились бы неконституционными в стране. В Гражданском кодексе Румынии однополые браки не признаются.
Несмотря на подавляющее преимущество проголосовавших «за», проведённый референдум был признан несостоявшимся в связи с низкой явкой — 21,1 % при минимальном пороге в 30 %.

## Подготовка
Группой гражданских активистов «Коалиция за семью» к ноябрю 2016 года было собрано более трёх миллионов подписей (при необходимых для инициирования процесса референдума 500 000) в поддержку внесения изменений в Конституцию. Палата депутатов Румынии одобрила эту инициативу 9 мая 2017 года после голосования с результатом 232—22. О планах проведения соответствующего референдума правительство объявило в конце 2017 года. 
В марте 2018 года правительство объявило, что референдум состоится в мае 2018 года, однако позднее дата проведения несколько раз переносилась: сначала на 10 июня, затем на середину осени: Председатель Палаты депутатов Ливиу Драгня объявил, что референдум может быть организован 30 сентября, либо в первое воскресенье октября. В начале сентября Драгня подтвердил проведение референдума 7 октября 2018 года — это предложение было одобрена Сенатом 11 сентября 2018 года.
14 сентября 2018 года «Amnesty International», Европейская Комиссия по достижению равенства ЛГБТК и «ILGA-Europe» подали жалобу в Конституционный суд Румынии относительно правозаконности вносимой поправки. 17 сентября 2018 года Суд постановил признать законным проведение референдума.
В связи с тем, что явка на предыдущие референдумы в Румынии, как правило, не достигала требуемого порога в 50 %, вследствие чего они были признаны несостоявшимися, в 2017 году порог явки был снижен до 30 %, при этом 25 % от всех зарегистрированных избирателей должны отдать свой голос за один из предложенных вариантов. Многие правозащитники призывали к бойкоту предстоящего голосования, чтобы максимизировать вероятность того, что явка на него не превысит минимальный уровень в 30 %.
Единственным вопросом, обозначенным в бюллетене для голосования, стал вопрос о согласии избирателя с конституционной поправкой, одобренной Парламентом (сам текст поправки в бюллетене не фигурировал).
Опрос, проведённый за неделю до референдума, показал, что принять в нём участие планирует 34 % респондентов, при этом 90 % из них намерены проголосовать «за».

## Результаты
После окончания периода голосования 6 октября в 21:45 по местному времени Румынской избирательной комиссией было официально объявлено о том, что референдум не состоялся в связи с более низкой, чем требовалось, явкой избирателей — она едва превысила 20 % при необходимых 30 %.
| Выбор                 | Голоса     | %     |
| --------------------- | ---------- | ----- |
| За                    | 3 531 732  | 94,40 |
| Против                | 249 412    | 6,60  |
| Недействительные      | 76 164     | 1,97  |
| Явка                  | 3 857 308  | 21,10 |
| Электорат             | 18 279 011 | 100   |
| Источник: ЦИК Румынии |            |       |

| 21,1% | 78,9%            |
| Явка  | Не проголосовали |

## Реакция
Многие правозащитники приветствовали результаты референдума, отмечая их как победу над лидером социал-демократов Румынии Ливиу Драгней. Лидеры «Союза спасения Румынии» — группы, возглавившей движение за бойкот голосования, — заявили, что его результаты свидетельствуют о том, что румыны выступают за дальнейшую Европейскую интеграцию, отметив, что Румыния показала, что она «является толерантной и современной нацией, которая в последние два дня показала решимость не делать шаги назад».